# Präsident-Hoeft-Tunnel
Der Präsident-Hoeft-Tunnel ist ein 182 m bzw. 172 m langer Eisenbahntunnel in Schwelm, mit dem die Bahnstrecke Witten–Schwelm nahe ihrem südlichen Ende den Bereich der Straßenkreuzung Nordstraße / Prinzenstraße unterquert. Den Namen erhielt er zur Erinnerung an Christian Hoeft, der von 1903 bis 1919 Präsident der Eisenbahndirektion Elberfeld war und 1935 starb. Unter dem Decknamen „Falke“ wurden hier 1944 bei der U-Verlagerung Jagdflugzeuge vom Typ Fw 190 instand gesetzt und Teile gefertigt.